# All Rise (Lied)
All Rise (englisch für „Alle aufstehen“) ist die Debütsingle der britischen Boyband Blue aus dem Jahr 2001, die vom Komponistenteam Stargate, Simon Webbe und Daniel Franklin Stephens geschrieben und von Stargate produziert wurde.

## Inhalt
In Form einer Anhörung vor Gericht rechnet ein Mann mit seiner ehemaligen Geliebten ab. Er wirft ihr zahlreiche Vergehen vor.
Musikalisch ist ein Popsong im mittleren Tempo zu hören, Prägnant ist die Mundharmonika-Kennung am Anfang. Die Beats und Scratches sowie der Rap-Part weisen auf Hip-Hop- und R&B-Einflüsse hin.

## Hintergrund
Der Song war die Debütsingle von Blue und war der Titeltrack des gleichnamigen Debütalbums. Sie war der Startschuss einer längeren Karriere der Band.

## Kommerzieller Erfolg

### Chartplatzierungen
Die Single erreichte Platz 4 im Vereinigten Königreich sowie Platz 3 in Australien und Platz 1 in Neuseeland.
| ChartsChartplatzierungen     | Höchstplatzierung | Wochen |
| ---------------------------- | ----------------- | ------ |
| Deutschland (GfK)            | 19 (16 Wo.)       | 16     |
| Österreich (Ö3)              | 15 (14 Wo.)       | 14     |
| Schweiz (IFPI)               | 22 (21 Wo.)       | 21     |
| Vereinigtes Königreich (OCC) | 4 (15 Wo.)        | 15     |

### Auszeichnungen für Musikverkäufe
| Land/Region                  | Auszeichnungen für Musikverkäufe (Land/Region, Auszeichnung, Verkäufe) | Verkäufe |
| ---------------------------- | ---------------------------------------------------------------------- | -------- |
| Australien (ARIA)            | Platin                                                                 | 70.000   |
| Belgien (BRMA)               | Gold                                                                   | 25.000   |
| Frankreich (SNEP)            | Gold                                                                   | 250.000  |
| Neuseeland (RMNZ)            | Gold                                                                   | 7.500    |
| Norwegen (IFPI)              | Gold                                                                   | 5.000    |
| Schweden (IFPI)              | Gold                                                                   | 15.000   |
| Vereinigtes Königreich (BPI) | Platin                                                                 | 600.000  |
| Insgesamt                    | 5× Gold · 2× Platin ·                                                  | 972.500  |